# Fabio Quagliarella
Fabio Quagliarella (Castellammare di Stabia, 31 januari 1983) is een Italiaanse voetballer die doorgaans in de aanval speelt. Hij verruilde Torino in juli 2016 voor Sampdoria, dat hem in het voorgaande halfjaar al huurde. Quagliarella debuteerde in 2007 in het Italiaans voetbalelftal.

## Carrière
Quagliarella stroomde door vanuit de jeugd van Torino, nadat hij eerder speelde voor jeugdelftallen van Annunziatella, Pro Juventude en Gragnano. Hij debuteerde op 14 mei 2000 in de Serie A, in een met 2–1 gewonnen wedstrijd thuis tegen Piacenza. Quagliarella kreeg in de daaropvolgende periode niet veel speeltijd bij Torino. Dat verhuurde hem daarom eerst voor een halfjaar aan Fiorentina en daarna voor anderhalf jaar aan Chieti. Bij deze clubs deed hij twee jaar speelminuten op in de Serie C.
Nadat Quagliarella in 2004 terugkeerde in Turijn, speelde hij in het seizoen 2004/05 vrijwel iedere wedstrijd voor Torino. De club en hij werden dat jaar tweede in de Serie B. Dit was in principe goed voor promotie naar de Serie A. Torino ging alleen failliet. Quagliarella kon hierdoor transfervrij tekenen bij Ascoli, waardoor hij zelf wel terugkeerde op het hoogste niveau in Italié. Hiervan zou hij in de jaren daarna niet meer verdwijnen.
Quagliarella speelde vanaf 2005 voor achtereenvolgens Ascoli, Sampdoria, Udinese, Napoli, Juventus en opnieuw voor Torino. Hij tekende in juli 2016 nogmaals bij Sampdoria, dat hem het voorgaande seizoen al huurde. Hij beleefde in het seizoen 2017/18 met 19 competitiedoelpunten het productiefste seizoen in zijn carrière. Quagliarella deed daar in seizoen 2018/19 nog een schepje bovenop toen hij met 26 goals in 37 wedstrijden capocannoniere van de Serie A werd. Ook in de twee seizoenen daarna haalde hij, ondanks zijn gezegende voetballeeftijd, nog dubbele cijfers qua doelpunten. Na afloop van het seizoen 2020/21 verlengde de 38-jarige Quagliarella zijn contract bij Sampdoria tot medio 2022.

## Clubstatistieken
| Seizoen     | Club             | Competitie  | Competitie | Competitie | Competitie | Beker | Beker | Beker | Internationaal | Internationaal | Internationaal | Totaal | Totaal | Totaal |
| Seizoen     | Club             | Competitie  | Wed.       | Dlp.       | Ass.       | Wed.  | Dlp.  | Ass.  | Wed.           | Dlp.           | Ass.           | Wed.   | Dlp.   | Ass.   |
| ----------- | ---------------- | ----------- | ---------- | ---------- | ---------- | ----- | ----- | ----- | -------------- | -------------- | -------------- | ------ | ------ | ------ |
| 1999/00     | Torino           | Serie A     | 1          | 0          | 0          | 0     | 0     | 0     | —              | —              | —              | 1      | 0      | 0      |
| 2001/02     | Torino           | Serie A     | 4          | 0          | 0          | 0     | 0     | 0     | —              | —              | —              | 4      | 0      | 0      |
| Club Totaal | Club Totaal      | Club Totaal | 5          | 0          | 0          | 0     | 0     | 0     | 0              | 0              | 0              | 5      | 0      | 0      |
| 2002/03     | → ACF Fiorentina | Serie C     | 12         | 1          | 0          | 0     | 0     | 0     | —              | —              | —              | 12     | 1      | 0      |
| Club Totaal | Club Totaal      | Club Totaal | 12         | 1          | 0          | 0     | 0     | 0     | 0              | 0              | 0              | 12     | 1      | 0      |
| 2002/03     | → Chieti         | Serie C     | 11         | 2          | 0          | 0     | 0     | 0     | —              | —              | —              | 11     | 2      | 0      |
| 2003/04     | → Chieti         | Serie C     | 32         | 17         | 1          | 0     | 0     | 0     | —              | —              | —              | 32     | 17     | 1      |
| Club Totaal | Club Totaal      | Club Totaal | 43         | 19         | 1          | 0     | 0     | 0     | 0              | 0              | 0              | 43     | 19     | 1      |
| 2004/05     | Torino           | Serie B     | 36         | 8          | 0          | 4     | 2     | 0     | —              | —              | —              | 40     | 10     | 0      |
| Club Totaal | Club Totaal      | Club Totaal | 41         | 8          | 0          | 4     | 2     | 0     | 0              | 0              | 0              | 45     | 10     | 0      |
| 2005/06     | Udinese          | Serie B     | 0          | 0          | 0          | 0     | 0     | 0     | —              | —              | —              | 0      | 0      | 0      |
| Club Totaal | Club Totaal      | Club Totaal | 0          | 0          | 0          | 0     | 0     | 0     | 0              | 0              | 0              | 0      | 0      | 0      |
| 2005/06     | → Ascoli Calcio  | Serie A     | 33         | 3          | 2          | 0     | 0     | 0     | —              | —              | —              | 33     | 3      | 2      |
| Club Totaal | Club Totaal      | Club Totaal | 33         | 3          | 2          | 0     | 0     | 0     | 0              | 0              | 0              | 33     | 3      | 2      |
| 2006/07     | UC Sampdoria     | Serie A     | 35         | 13         | 3          | 7     | 1     | 0     | —              | —              | —              | 42     | 14     | 3      |
| Club Totaal | Club Totaal      | Club Totaal | 35         | 13         | 3          | 7     | 1     | 0     | 0              | 0              | 0              | 42     | 14     | 3      |
| 2007/08     | Udinese          | Serie A     | 37         | 12         | 3          | 2     | 0     | 0     | —              | —              | —              | 39     | 12     | 3      |
| 2008/09     | Udinese          | Serie A     | 36         | 13         | 6          | 1     | 0     | 0     | 11             | 8              | 2              | 48     | 21     | 8      |
| Club Totaal | Club Totaal      | Club Totaal | 73         | 25         | 9          | 3     | 0     | 0     | 11             | 8              | 2              | 87     | 33     | 11     |
| 2009/10     | SSC Napoli       | Serie A     | 34         | 11         | 6          | 2     | 0     | 0     | —              | —              | —              | 36     | 11     | 6      |
| 2010/11     | SSC Napoli       | Serie A     | 0          | 0          | 0          | 0     | 0     | 0     | 1              | 0              | 0              | 1      | 0      | 0      |
| Club Totaal | Club Totaal      | Club Totaal | 34         | 11         | 6          | 2     | 0     | 0     | 1              | 0              | 0              | 37     | 11     | 6      |
| 2010/11     | → Juventus       | Serie A     | 17         | 9          | 1          | 0     | 0     | 0     | —              | —              | —              | 17     | 9      | 1      |
| 2011/12     | Juventus         | Serie A     | 23         | 4          | 0          | 4     | 0     | 1     | —              | —              | —              | 27     | 4      | 1      |
| 2012/13     | Juventus         | Serie A     | 27         | 9          | 4          | 1     | 0     | 0     | 7              | 4              | 1              | 35     | 13     | 5      |
| 2013/14     | Juventus         | Serie A     | 17         | 1          | 0          | 2     | 1     | 1     | 4              | 2              | 1              | 23     | 4      | 2      |
| Club Totaal | Club Totaal      | Club Totaal | 84         | 23         | 5          | 7     | 1     | 2     | 11             | 6              | 2              | 102    | 30     | 9      |
| 2014/15     | Torino           | Serie A     | 34         | 13         | 4          | 0     | 0     | 0     | 12             | 4              | 0              | 46     | 17     | 4      |
| 2015/16     | Torino           | Serie A     | 16         | 5          | 0          | 2     | 0     | 2     | —              | —              | —              | 18     | 5      | 2      |
| Club Totaal | Club Totaal      | Club Totaal | 91         | 26         | 4          | 6     | 2     | 2     | 12             | 4              | 0              | 109    | 32     | 6      |
| 2015/16     | → UC Sampdoria   | Serie A     | 16         | 3          | 0          | 0     | 0     | 0     | —              | —              | —              | 16     | 3      | 0      |
| 2016/17     | UC Sampdoria     | Serie A     | 37         | 12         | 2          | 1     | 0     | 0     | —              | —              | —              | 38     | 12     | 2      |
| 2017/18     | UC Sampdoria     | Serie A     | 35         | 19         | 5          | 1     | 0     | 0     | —              | —              | —              | 36     | 19     | 5      |
| 2018/19     | UC Sampdoria     | Serie A     | 37         | 26         | 7          | 2     | 0     | 0     | —              | —              | —              | 39     | 26     | 7      |
| 2019/20     | UC Sampdoria     | Serie A     | 28         | 11         | 5          | 1     | 1     | 0     | —              | —              | —              | 29     | 12     | 5      |
| 2020/21     | UC Sampdoria     | Serie A     | 33         | 13         | 1          | 0     | 0     | 0     | —              | —              | —              | 33     | 13     | 1      |
| 2021/22     | UC Sampdoria     | Serie A     | 33         | 4          | 3          | 2     | 2     | 0     | —              | —              | —              | 35     | 6      | 3      |
| 2022/23     | UC Sampdoria     | Serie A     | 22         | 1          | 1          | 2     | 0     | 0     | —              | —              | —              | 24     | 1      | 1      |
| Club Totaal | Club Totaal      | Club Totaal | 276        | 102        | 27         | 16    | 4     | 0     | 0              | 0              | 0              | 292    | 106    | 27     |
| TOTAAL      | TOTAAL           | TOTAAL      | 646        | 210        | 54         | 34    | 7     | 4     | 35             | 18             | 4              | 715    | 235    | 62     |

## Interlandcarrière
Quagliarella maakte deel uit van Italië –17, Italië –19, Italië –20 en Italië –21. Hij debuteerde op 28 maart 2007 onder bondscoach Roberto Donadoni in het Italiaans voetbalelftal, in een met 2–0 gewonnen kwalificatiewedstrijd voor het EK 2008 tegen Schotland. Hij viel die dag in de 87e minuut in voor de maker van beide doelpunten, Luca Toni. Zijn eerste basisplaats in het nationale elftal volgde op 6 juni 2007. Toen maakte hij zelf allebei de goals in een met 0–2 gewonnen EK-kwalificatiewedstrijd in en tegen Litouwen. Donadoni nam Quagliarella een jaar later ook mee naar het EK 2008, dat voor Italië eindigde in de kwartfinale. Hij kwam hierop één keer in actie, als invaller in een groepswedstrijd tegen Roemenië (1–1).
Quagliarella behoorde ook tot de Italiaanse selectie van Marcello Lippi op zowel de Confederations Cup 2009 als het WK 2010. Hij kreeg op beide toernooien opnieuw in één wedstrijd speeltijd. Quagliarella maakte tijdens zijn invalbeurt in de groepswedstrijd tegen Slowakije op het WK nog wel de 3–2, maar dit was tevens de eindstand. Italië verloor en was uitgeschakeld. Quagliarella kwam na zijn 26e interland, in november 2010, niet meer in actie voor Italië tot Roberto Mancini hem in maart 2019 weer bij de selectie haalde. Hij mocht toen aantreden in twee kwalificatiewedstrijden voor het EK 2020, tegen Finland en Liechtenstein. In laatstgenoemde wedstrijd scoorde hij twee keer.

## Erelijst
| Kampioen Serie A | 3x | 2011/12, 2012/13, 2013/14 |
| Supercoppa       | 2x | 2012, 2013                |